# コクジャク属
コクジャク属（コクジャクぞく、Polyplectron）は、鳥綱キジ目キジ科に属する属。

## 分布
インド北東部、インドネシア（スマトラ島、ボルネオ島）、タイ、中華人民共和国（雲南省、海南省）、フィリピン（パラワン島）、ブータン、ベトナム、マレーシア、ミャンマー、ラオス北部

## 形態
体型は細い。尾羽の数は16-24枚。
オスは尾羽や尾羽基部の上面を被う羽毛（上尾筒）が長くて幅広い。後肢には左右に1-3つずつ蹴爪がある。

## 分類
- Polyplectron bicalcaratum　ハイイロコクジャク　Burmese peacock-pheasant
- Polyplectron chalcurum　アオオビコクジャク　Bronze-tailed pheasant
- Polyplectron emphanum　パラワンコクジャク　Palawan peacock-pheasant
- Polyplectron germaini　カッショクコクジャク　Germain's peacock-pheasant
- Polyplectron inopinatum　アカコクジャク　Mountain peacock-pheasant
- Polyplectron malacense　エボシコクジャク　Malayan peacock-pheasant
- Polyplectron schleiermacheri　ボルネオコクジャク　Bornean peacock-pheasant

## 生態
森林に生息する。
食性は雑食で、昆虫、陸棲の貝類、果実などを食べる。
繁殖形態は卵生。

## 人間との関係
開発による生息の破壊、狩猟などにより生息数が減少している種もいる。

## 画像

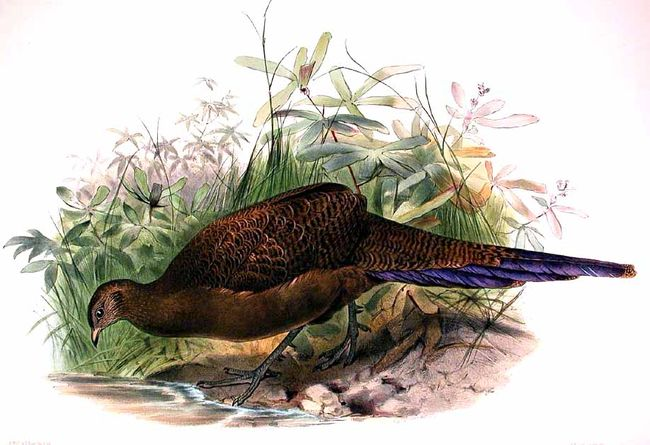
アオオビコクジャク P. bicalcaratum
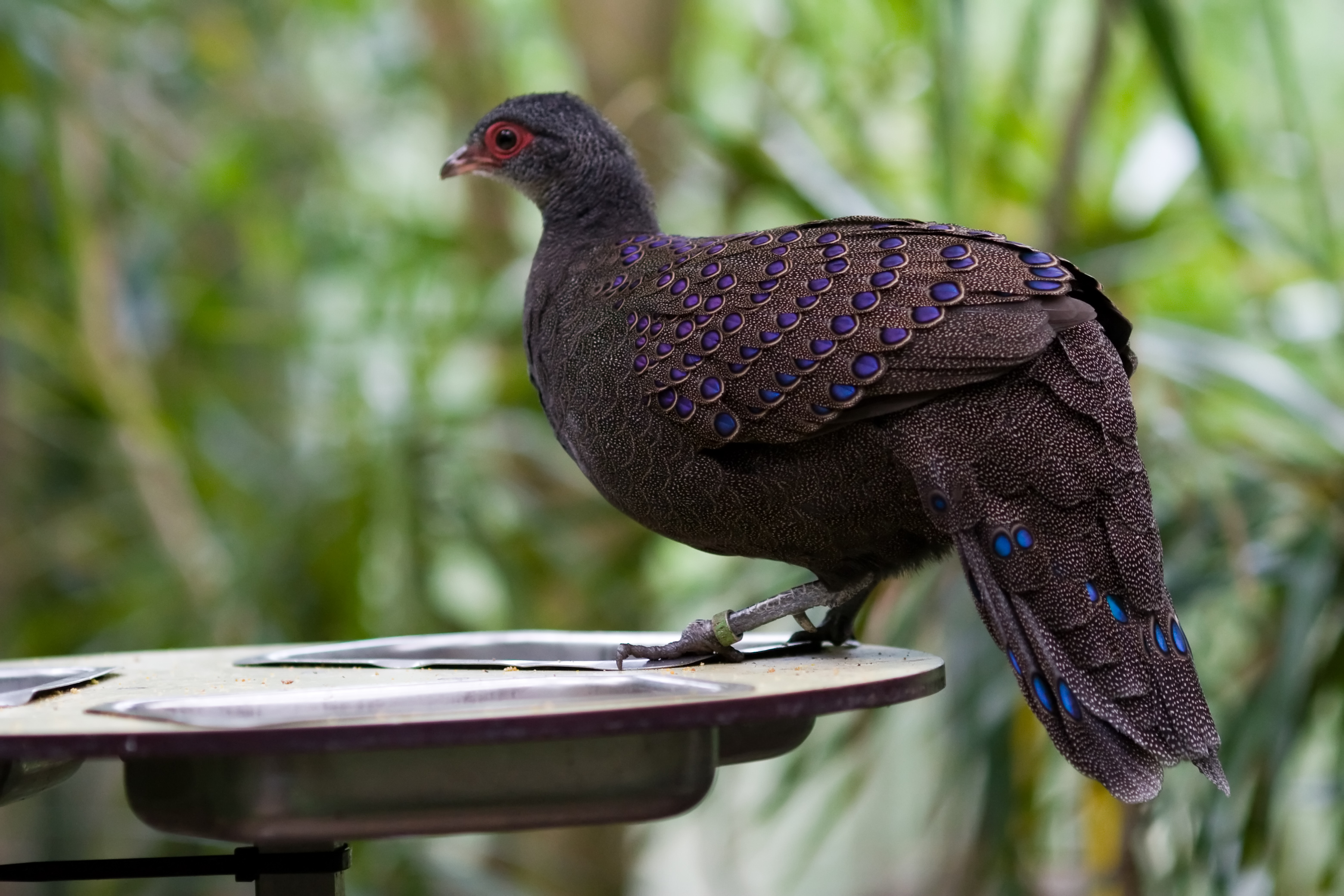
カッショクコクジャク P. chalcurum
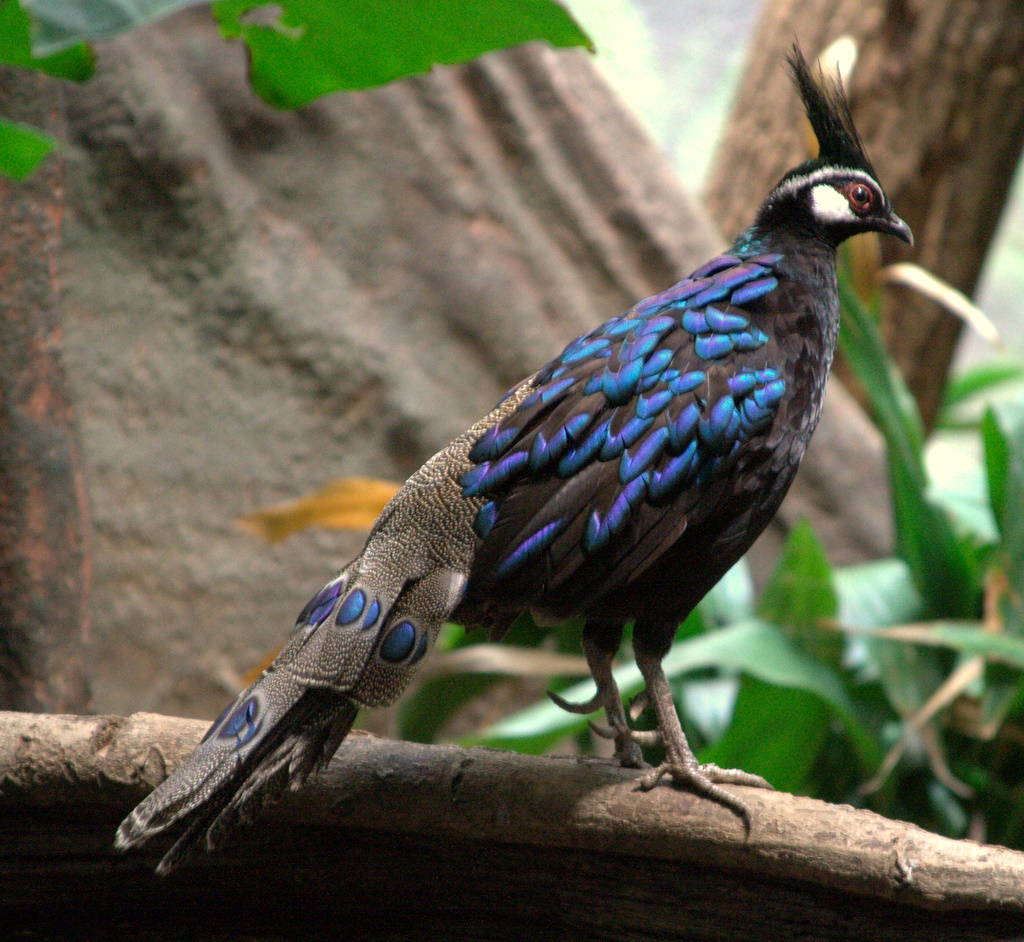
パラワンコクジャク P. emphanum
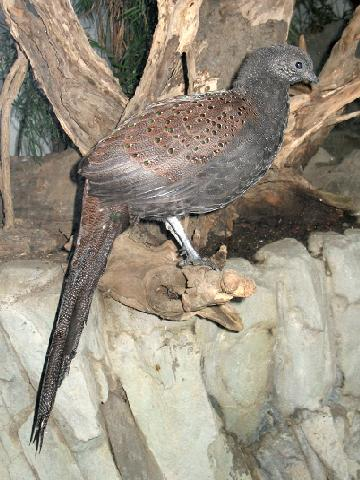
アカコクジャク P. inopinatum
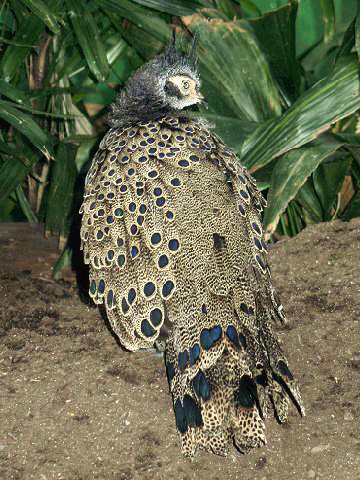
エボシコクジャク P. malacense